# Автошлях Т 1736

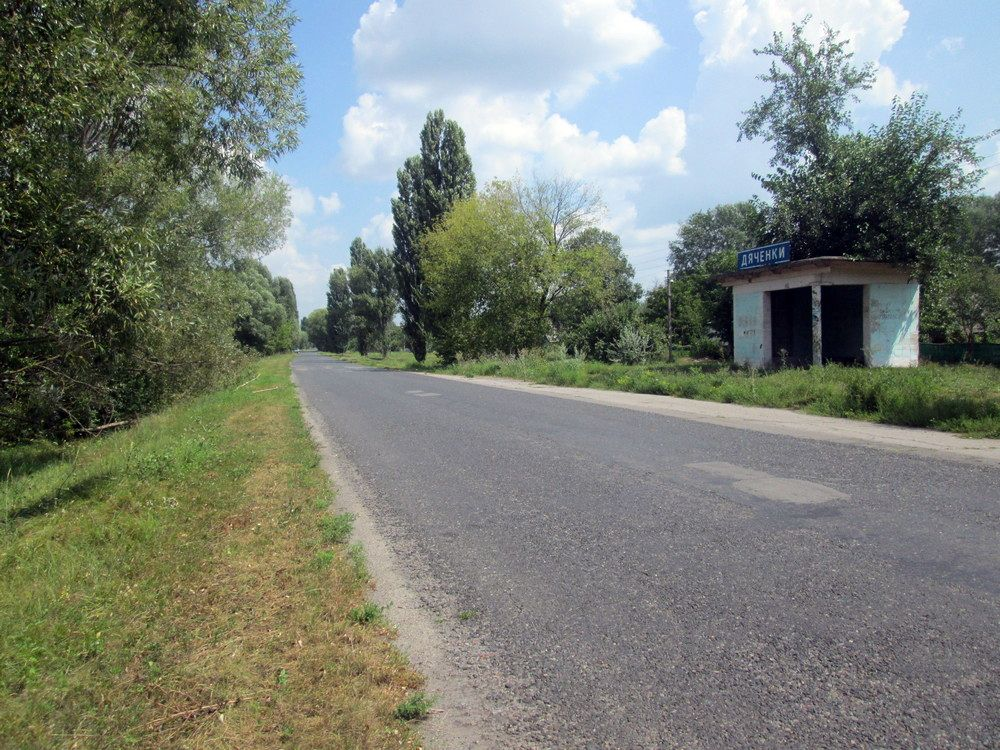
Автошлях Т 1736 у селі Дяченки Козельщинського району

Автошля́х Т 1734 — автомобільний шлях територіального значення у Полтавській області. Проходить територією Решетилівського, Козельщинського та Кременчуцького районів через Капустяни — Дяченки — Дмитрівку — Горішні Плавні. Загальна довжина — 61,3 км.

## Маршрут
Автошлях проходить через такі населені пункти:
| Автошлях Т 1734      |         |
| Полтавська область   |         |
| Решетилівський район |         |
| Капустяни            | Н31     |
| Шевченкове           |         |
| Дружба               |         |
| Козельщинський район |         |
| Буняківка            |         |
| В'язівка             |         |
| Дяченки              |         |
|                      | Т 1721  |
| Йосипівка            |         |
| Кременчуцький район  |         |
| Запсілля             |         |
| Крамаренки           |         |
| Кузьменки            |         |
| Кияшки               | E584М22 |
| Дмитрівка            |         |
| Горішні Плавні       | Т 1711  |